# Trsteno (Dubrovnik)
Trsteno falu Horvátországban, Dubrovnik-Neretva megyében. Közigazgatásilag Dubrovnik községhez tartozik.

## Fekvése
A Dubrovnik városától légvonalban 12, közúton 18 km-re északnyugatra a Dubrovniki-tengermelléken, Brsečine és Orašac között, a Velika és Mala Stola, valamint a Vračevo-hegy lejtőin és lábánál fekszik, ahol kikötője található. Itt halad át a 8-as számú, Adria-parti főútvonal. Természeti szépségei és dús növényzete miatt Trsteno a Dubrovniki-tengermellék egyik legszebb települése.

## Története
Trsteno területe már ősidők óta lakott. Az itt élt első ismert nép az illírek voltak, akik az i. e. 2. évezredtől fogva éltek itt magaslatokon épített erődített településeken és kövekből rakott halomsírokba temetkeztek. Halomsírjaikból néhány található a település határában is. Az illírek i. e. 35-ig uralták a térséget, amikor Octavianus hadai végső győzelmet arattak felettük. A késő római kor emléke a régészek által feltárt 5. századi kápolna és a környéken található számos sírkő. A Nyugatrómai Birodalom bukása után 493-tól a keleti gótok uralták a területet. 535-ben Dalmáciával együtt a Bizánci Császárság uralma alá került. A horvátok ősei a 7. században érkeztek Dalmáciába és csakhamar megalapították első településeiket. Ezek elsőként a termékeny mező melletti, ivóvízzel rendelkező helyeken alakultak ki.
A horvát tengermelléknek ez a része a Neretvától Dubrovnik városáig a középkori Zahumljéhez tartozott, mely kezdetben a horvát nemzeti királyoktól, majd a 12. századtól a horvát-magyar királyoktól függőségben (Hum, Chum néven) önálló hercegséget képezett. Mihály humi herceget („dux Chulmorum”) már a 10. században említik. A 12. században a Zahumlje térségének zavaros történeti időszakában átmenetileg a raškai uralkodók uralma alá került, de 1154-ben Borics bosnyák bán megszerezte tőlük. 1198-ban Endre horvát-szlávón herceg visszaszerezte a magyar koronának, de ténylegesen a Nemanjić-dinasztia hercegei uralkodtak felette. 1326-ban újra a bosnyák bánok uralma alá került, majd Dusán István szerb király foglalta el. 1362-ben visszaszerezték a horvát-magyar királyok, majd 1382-ben I. Tvrtko bosnyák király kezére került. Végül 1399-ben megszerezte a Raguzai Köztársaság. A trstenoi plébániát 1458-ban alapították, időpontja egybeesik a 13. századi templom bővítésével. A 15. és a 16. században számos raguzai család építette itt fel nyaralóját, melyek közül a legismertebb Gučetić-Gozze családé, mely az ország legrégibb botanikus kertje az 1948-ban alapított helyi arborétum területén található. A reneszánsz épület 1494-ben épült. A település lakói régen tengerészek, hajóskapitányok voltak. Erről tanúskodik a Szent Vid plébániatemplomban látható fogadalmi kép is.
A Raguzai Köztársaság bukása után 1806-ban Dalmáciával együtt ez a térség is a köztársaságot legyőző franciák uralma alá került, de Napóleon bukása után 1815-ben a berlini kongresszus Dalmáciával együtt a Habsburgoknak ítélte. A településnek 1857-ben 453, 1910-ben 354 lakosa volt. 1918-ban az új szerb-horvát-szlovén állam, majd később Jugoszlávia része lett. A délszláv háború során 1991. október 1-jén kezdődött a jugoszláv hadsereg (JNA) támadása a Dubrovniki tengermellék ellen. Az elfoglalt települést a szerb erők kifosztották és felégették. 1992 májusáig lényegében lakatlan volt. A háború után rögtön elkezdődött az újjáépítés. 1996-ban földrengés okozott súlyos károkat. A településnek 2011-ben 222 lakosa volt, akik főként mezőgazdasággal, halászattal, vendéglátással foglalkoztak.

## Népesség
| Lakosság változása | Lakosság változása | Lakosság változása | Lakosság változása | Lakosság változása | Lakosság változása | Lakosság változása | Lakosság változása | Lakosság változása | Lakosság változása | Lakosság változása | Lakosság változása | Lakosság változása | Lakosság változása | Lakosság változása | Lakosság változása |
| ------------------ | ------------------ | ------------------ | ------------------ | ------------------ | ------------------ | ------------------ | ------------------ | ------------------ | ------------------ | ------------------ | ------------------ | ------------------ | ------------------ | ------------------ | ------------------ |
| 1857               | 1869               | 1880               | 1890               | 1900               | 1910               | 1921               | 1931               | 1948               | 1953               | 1961               | 1971               | 1981               | 1991               | 2001               | 2011               |
| 453                | 421                | 388                | 366                | 330                | 354                | 339                | 305                | 287                | 295                | 292                | 276                | 251                | 240                | 237                | 222                |

## Nevezetességei
- Szent Vid tiszteletére szentelt plébániatemploma a 13. századból származik, eredetileg Szent Vid, Modest és Krescencia tiszteletére volt felszentelve. Története során többször megújították, átépítették és bővítették.
- A Havas Boldogasszony templom a 15. században épült.
- A Mária mennybevétele templom szintén 15. századi.
- A Gučetić-Gozze család nyaralója az arborétum területén áll. A reneszánsz épület 1494-ben épült
- A trstenoi arborétumot[4] mai formájában 1948-ban alapították, de lényegében a 15. század óta létezik. A kertet a Gozze család alapította, melynek több tagja is hajóskapitány volt, akik hosszú tengeri útjaikról egzotikus növényekkel tértek haza. Ezeket aztán itteni nyaralójuk kertjében ültették el, így gyarapodott évszázadokon át a kert növényvilága. A kertben még 1492-ben 15 méter magas akvaduktot építettek, amely ma is használatban van. Az arborétumot 1945-ben államosították, 1948-ban pedig a teljes 25 hektáros területet védetté nyilvánították. 1950 óta a Horvát Tudományos és Művészeti Akadémia gondozásában áll. 1991. október 2-án és 3-án a jugoszláv hadsereg hadihajói ágyútűzzel támadták súlyos károkat okozva mind a nyaralóban, mind az arborétum legrégibb részében. 2000-ben erdőtűz tombolt a területén, melyben a kert 12 hektárnyi területe pusztult el. Az arborétum büszkeségei a település központjában, a főút mellett álló 5 méteres átmérőjű, több mint 500 éves keleti platánok (platanus orientalis), melyek mindkét katasztrófát túlélték. Az arborétum dísze a tenger istenét Neptunuszt ábrázoló kút.
- Az arborétum területén álló Szent Jeromos kápolna 1546-ból származik.
- A Szent Miklós kápolnát[5] a 14. században építették, később bővítették. Szerény, egyhajós, apszis nélküli, észak–déli tájolású épület, déli homlokzatával a főút felé néz. A déli főhomlokzatot középen egy portál tagolja. Ugyanezen a központi tengelyen a portál felett egy kisebb rozetta található, az oromzat végén pedig egy íves harangdúc látható. Az oldalhomlokzatokat egy-egy csúcsíves, keretezett monoforáma tagolja. Belül dongaboltozatos. A kápolna kőtömbökből épült, ma is jól láthatók a késő középkori stílusjegyei.
- A Szent Mihály kápolna[6] is nagyon régi, 1667-ben egy földrengés után barokk stílusban építették át. A kápolna a főút mentén található, nyugat-keleti tájolással. Széles, szinte négyzet alaprajzú, egyhajós épület, kifejezett apszisos rész nélkül. A nyugati, oromzatos homlokzatot a homlokzat tengelyében egy portál és egy rozetta tagolja. A portál keretét folytonos sekély profilozás díszíti, az oromzatos homlokzat egyetlen oromzatban végződik, legdelül egy harang számára kialakított harangdúccal.
- Védett épület a tengerparton álló Nardelli-villa.[7] Egyemeletes ház, háromszintes toronnyal. Az építészeti dekoráció neogótikus stílusú. Mind a beltéri, mind a kültéri részt a klasszicizmus jegyében alakították ki. A villa 1908-ban épült, Ciril Ivekovic munkája, aki Niko Nardelli a császári kormányzó és autodidakta festő megrendelésére tervezte.
- Ókori halomsírok a település határában.
- A délszláv háborúban elesett hazafiak emlékműve.
- A második világháború áldozatainak emlékműve.

## Gazdaság
A helyi gazdaság hagyományos alapja a hajózás. Mára a legfejlődőképesebb gazdasági ág a turizmus lett. Mivel a településen szálloda nincsen a magánszállások, apartmanok biztosítják a turisták elhelyezését. A turizmus mellett a vendéglátás, a mezőgazdaság, a halászat és a kereskedelem jelent további megélhetési forrást.

## Galéria
- Trsteno központja
- Tengerparti látkép
- Látkép a kikötőből
- A délszláv háborúban elesett hazafiak emlékműve.
- Az akvadukt az arborétumban
- A Neptun-kút az arborétumban
- A trstenoi platánok egyike
- Az arborétum részlete
- A Szent Jeromos kápolna